# 연변도서관
연변도서관(중국어: 延边图书馆 옌볜도서관[*])은 중국 지린성 옌볜 조선족 자치주 옌지시에 위치한 도서관이다. 1949년 2월에 건립되었으며, 1955년 1월 6일에 공식적으로 "연변도서관"으로 명명했다. 8만여권의 한국어 도서를 소장하고 있는 중국 최대 규모이자 유일한 한국문학 소장센터이다.